# Lybius rolleti
El barbudo pechinegro (Lybius rolleti) es una especie de ave piciforme de la familia de los barbudos africanos (Lybiidae). Se encuentra en República Centroafricana, Chad, Sudán, Sudán del Sur y Uganda.